# Эгглстон, Уиллард Вебстер
Уиллард Вебстер Эгглстон (англ. Willard Webster Eggleston, 1863 — 1935) — американский ботаник и коллекционер растений.

## Биография
Уиллард Вебстер Эгглстон родился 28 марта 1863 года. Окончил Дартмутский колледж в 1891 году со степенью бакалавра.
В апреле и августе 1900, 1901 и в 1908 году Эгглстон был в Риме, где он собрал несколько экземпляров боярышника.
Уиллард Вебстер Эгглстон умер 25 ноября 1935 года.

## Научная деятельность
Уиллард Вебстер Эгглстон специализировался на папоротниковидных и на семенных растениях.

### Некоторые публикации
- 1895. The flora of Mt. Mansfield. Botanical Gazette 20: 72—75.
- Rutland, VT; WW Eggleston. 1901. Vermont plants. 4 pp. (incluye Mt. Washington plants).
- Eggleston, WW; E Brainerd. 1904. Addenda to the Flora of Vermont. Rhodora 6: 137—144.
- 1909. The Crataegi of Mexico and Central America. Contributions from the New York Botanical Garden 127: 501—514.
- 1909. New North American Crataegi. Bulletin of the Torrey Botanical Club 36 (11): 639—642.
- 1926. The early botanists of the Green Mountains, with an account of C. C. Frost’s visit to Mt. Mansfield and Smuggler’s Notch, 12 de agosto de 1851. Joint Bulletin Vermont Bot. Bird Club 11: 19—28.
- Brainerd, E; LR Jones; WW Eggleston. 1900. Flora of Vermont; a list of the fern and seed plants growing without cultivation. Prepared by Ezra Brainerd, L.R. Jones and W.W. Eggleston, committee for the Vermont Botanical Club. xii, 123 pp.